# LEGO Racers
LEGO Racers è un videogioco del 1999, ed è il primo simulatore di guida prodotto dalla divisione LEGO Media, della LEGO. Sulle basi di LEGO Racers verranno poi sviluppati LEGO Stunt Rally, LEGO Racers 2 e Drome Racers.

## Modalità di gioco

### Modalità "Corsa su circuito"
Nella modalità "Corsa su circuito" il giocatore si trova a gareggiare su un totale di 25 tracciati a 3 giri, suddivisi in 6 circuiti da 4 tracciati ciascuno e 1 circuito avente un singolo tracciato (il livello finale). Obiettivo del giocatore è vincere i circuiti ottenendo il punteggio complessivo più alto. Quando un circuito viene superato, si rendono disponibili nuovi gadget per la creazione dei propri "autisti-avatar" e nuovi componenti per la costruzione delle proprie automobili da corsa. Nell'ultimo circuito, avente un solo tracciato, si deve battere Rocket Racer, il campione assoluto del gioco, per ottenere il titolo di "Campione LEGO di tutti i tempi"

### Personaggi
Per arrivare a confrontarsi con Rocket Racer occorre sconfiggere altri sei campioni ed essi sono: Capitano Barbarossa (parodia di Barbablù), Re Kahuka, Basil il signor Pipistrello, Johnny Thunder, Baron von Baron e Falena la regina degli insettoidi. Ognuno di questi campioni ha al suo servizio quattro scagnozzi per mettere i bastoni fra le ruote al giocatore (da notare che i piloti coprimari si ripetono dal quarto al sesto circuito):
- Capitan Barbarossa: Governatore dell'Armata Imperiale, Robin Hood, Androide e Mummia del Faraone
- Re Kahuka: Achu, Islander, Il Re e Capitan Ghiaccio
- Basil il signor Pipistrello: Willa la Strega, Jack il Falco, Sam Sinister e Asteroide Alfa.
- Rocket Racer: Miss Pimpin Reed, L'Ammiraglio, Il Cavaliere Nero e Nova Hunter.

### Modalità "Corsa singola"
Nella modalità "Corsa singola" il giocatore può scegliere un solo tracciato di quelli sbloccati nella modalità circuito.

### Modalità "Corsa testa a testa"
Questa modalità diviene disponibile solamente se il computer riconosce la presenza di due periferiche di gioco input (joystick, gamepad). In questa modalità, due giocatori svolgono la stessa gara, ciascuno indipendentemente dall'altro su due piani di visuale paralleli, per contendersi la vittoria nel tracciato insieme a 4 giocatori comandati dal computer.

### Modalità "Corsa contro il tempo"
In questa modalità, sempre disponibile, il giocatore deve gareggiare contro un'auto fantasma, che non può essere colpita, pilotata da Veronica Voltage (Veronica Voltaggio). Se si riesce a battere Veronica in ogni gara dei primi tre tracciati, verranno sbloccati due bonus:
- Set di gadget "Veronica Voltage's" nella modalità "Costruzione" (v. sotto)
- Tutte le volte che si attiva la modalità "Corsa contro il tempo", il giocatore gareggia contro un'auto fantasma identica alla propria, che svolgerà la gara nello stesso modo in cui il giocatore ha fatto nella gara in cui ha fatto il tempo più breve.

### Modalità "Costruzione"
Nella modalità costruzione è possibile:
- Creare il proprio giocatore, scegliendo i suoi componenti da una vasta gamma di accessori LEGO, alcuni dei quali vengono sbloccati man mano che si avanza nella "modalità circuito"
- Dare un nome al giocatore
- Creare la propria auto, utilizzando mattoncini LEGO di vario tipo, molti sbloccati man mano che si avanza nella "modalità circuito".

## Circuiti
Il gioco contiene 7 circuiti, ognuno diviso in 4 corse, tranne nella corsa finale singola, dove bisogna affrontare il campione in carica, Rocket Racer.
|             | Campione in carica             | Prima corsa                     | Seconda corsa                    | Terza corsa                         | Ultima corsa                        |
| 1° circuito | Capitano Barbarossa            | Gran Premio Coloniale           | Rally della Foresta Nera         | Maratona Magmatica                  | Piramidi nel Deserto                |
| 2° circuito | Re Kahuka                      | Sfida sull'Isola Tribale        | Circuito del Cavaliere           | Pianeta Ghiacciato                  | Vallata Amazzone                    |
| 3° circuito | Basil il Signor Pipistrello    | Viaggio da Incubo               | Passo del Teschio Pirata         | Tempio dell'Avventura               | Asteroide Alieno                    |
| 4° circuito | Johnny Thunder                 | Piramidi nel Deserto (specchio) | Maratona Magmatica (specchio)    | Rally della Foresta Nera (specchio) | Gran Premio Coloniale (specchio)    |
| 5° circuito | Baron Von Barron               | Vallata Amazzone (specchio)     | Pianeta Ghiacciato (specchio)    | Circuito del Cavaliere (specchio)   | Sfida sull'Isola Tribale (specchio) |
| 6° circuito | Falena Regina degli Insettoidi | Asteroide Alieno (specchio)     | Tempio dell'Avventura (specchio) | Passo del Teschio Pirata (specchio) | Viaggio da Incubo (specchio)        |
| 7° circuito | Rocket Racer                   | Sfida a Rocket Racer            |                                  |                                     |                                     |

## Mattoncini di potenziamento
In tutte le modalità di gioco sono disponibili i cosiddetti "bonus brick", dei mattoncini LEGO di vari colori (rosso, giallo, blu, verde, bianco). Ogni mattoncino ha un suo particolare effetto, che può essere potenziato raccogliendo i mattoncini bianchi (il cui numero massimo detenibile è tre). Questa è una panoramica dei mattoncini e dei loro effetti, sia da singoli che potenziati:
|        | Tipo di effetto    | Singolo mattoncino                                                 | +1 mattoncino bianco                                                  | +2 mattoncini bianchi                                                                  | +3 mattoncini bianchi                                                                  |
| Rosso  | Arma d'attacco     | Palla di cannone (Rallenta un avversario davanti all'utilizzatore) | Arpione (Blocca e fa superare un avversario davanti all'utilizzatore) | Raggio elettrico (Rallenta più avversari davanti all'utilizzatore)                     | Missili teleguidati (Rallenta a distanza tre avversari davanti all'utilizzatore)       |
| Giallo | Trabocchetto       | Macchia d'olio (Rallenta un avversario dietro l'utilizzatore)      | Barile di dinamite (Rallenta più avversari dietro l'utilizzatore)     | Trappola magnetica (Blocca un avversario dietro l'utilizzatore)                        | Maledizione della Mummia (Stordisce più avversari dietro l'utilizzatore)               |
| Blu    | Barriera difensiva | Scudo blu (Protegge l'utilizzatore per 5 secondi)                  | Scudo verde (Protegge l'utilizzatore per 6 secondi)                   | Scudo giallo (Protegge l'utilizzatore e riflette gli attacchi avversari per 8 secondi) | Scudo rosso (Protegge l'utilizzatore e riflette gli attacchi avversari per 10 secondi) |
| Verde  | Acceleratore       | Turbo (Aumenta brevemente la velocità dell'utilizzatore)           | Doppio turbo (Aumenta lungamente la velocità dell'utilizzatore)       | Turbo volante (Fa volare il veicolo dell'utilizzatore)                                 | Tunnel spaziotemporale (Teletrasporta in avanti il veicolo dell'utilizzatore)          |

## Accoglienza
| Testata                            | Versione | Giudizio |
| ---------------------------------- | -------- | -------- |
| GameRankings (media al 30-01-2020) | N64      | 66%      |
| GameRankings (media al 30-01-2020) | PC       | 75%      |
| GameRankings (media al 30-01-2020) | PS1      | 63%      |
| EGM                                | N64      | 5.5/10   |
| GameSpot                           | N64      | 4.6/10   |
| GameSpot                           | PC       | 7/10     |
| IGN                                | N64      | 7.5/10   |
| IGN                                | PC       | 6.1/10   |
| IGN                                | PS1      | 6.0/10   |
| Next Generation                    | N64      | [ 10 ]   |

Il gioco ottenne un'accoglienza generalmente positiva per quanto riguarda la grafica (considerata giustamente colorata, un bene per un gioco LEGO), ma un po' meno in termini di gameplay, in quanto alcuni hanno definito importante la costruzione delle vetture dato l'effetto sulle prestazioni del giocatore, oltre che a ritenere positivo il fatto che è possibile sbloccare nuovi set per la costruzione delle vetture; altri, invece, hanno ritenuto opportuno limitarsi ai set default predefiniti delle vetture. Inoltre, alcuni hanno criticato la carenza o addirittura mancanza di opzioni multigiocatore, un duro colpo al gameplay del gioco. Anche altri aspetti del gioco hanno avuto un'accoglienza mista, come per esempio la musica o i tracciati.